# Eduardo Franco
Eduardo Franco Zannier (Paysandú, 15 de marzo de 1945-Paysandú, 1 de febrero de 1989), más conocido como Eduardo Franco, fue un cantautor uruguayo que alcanzó la fama internacional siendo el vocalista del grupo melódico Los Iracundos.

## Biografía
Eduardo Franco nació en Paysandú, el día 15 de marzo del año 1945, en la casa de sus abuelos maternos, doña Francisca Ojeda, y don Francisco Zannier, ubicada en calle Independencia y Charrúas. Su papá se llamaba Leonardo Franco Da Silva, más conocido por “Don Lala” (fallecido en 2000), y su mamá Violeta Zannier “Betty” (fallecida en 1999), quienes tenían un almacén de ramos generales en pueblo Tambores (limítrofe con Tacuarembó).
Los primeros años de Eduardo transcurrieron en el campo, junto con sus hermanos Leonardo y Raquel, y primos, ellos solían visitar mucho la estancia Santa Cecilia, propiedad muy amplia de sus abuelos paternos, Don Leonardo Franco Da Silva “Miloca”, y su abuela Cecilia Collares “Zica”.
En dicho establecimiento, Eduardo ya daba muestras de sus atributos de cantor, tomaba un palo de escoba simulando un micrófono, se subía arriba de un carro y comenzaba a cantar. También en el galpón de los peones, hacía pruebas de cantante, siempre tuvo el apoyo de sus hermanos y primos, que fueron su primer público entusiasta.
Sus estudios primarios fueron en la Escuela Nº 8, después pasó al Colegio Liceo Nuestra Señora del Rosario, donde conoció a varios de los que integrarían la futura banda. Siendo adolescente concurrió al Liceo Departamental. No era un buen estudiante, en clase solía componer canciones o frases desparramadas, y mientras tarareaba alguna canción, golpeteaba suavemente el banco de estudio, para acompañarse musicalmente. Más de una vez los profesores, le reclamaban atención, y que estudiara más, porque con la música se iba a morir de hambre.
En el año 1958, con tan solo 13 años de edad,  Eduardo, junto a seis jóvenes más, entre ellos su hermano Leonardo, alias Leoni, y quienes más adelante serían conocidos como Juano, Febro, Bosco, Burgues y Brunini, armaron un grupo musical, poniéndole como nombre The Blue Kings (Los Reyes Azules). El debut oficial fue en el Teatro Florencio Sánchez, el 10 de octubre de 1961, contando en su repertorio, con tan sólo cinco canciones.
Actúan en distintos lugares de Paysandú, también en el Interior. Su primera actuación en Montevideo, fue el día 11 de marzo de 1962, siendo aún 7 integrantes, cuando retornan a la capital a mediados de 1962, el guitarrista José María Brunini abandona la banda.
A fines de 1963, “Los Blue Kings”, son llevados a Buenos Aires, actúan en programas de radio y televisión (Escala Musical), graban algo en dos sellos discográficos, y finalmente son contratados por la RCA en abril de 1964, cambiándole el nombre como “Los Iracundos”.
Con Los Iracundos, Franco alcanzó la fama internacional a mediados de la década de 1960 con temas románticos juveniles como «Calla», «Todo terminó», «El desengaño», «La lluvia terminó», «Dime quién», «Felicidad, felicidad», «El triunfador», «Puerto Montt» y «Es la lluvia que cae»; tema incluido en el álbum Los Iracundos en Roma (1967) —el más exitoso de esta década—, éxitos que los llevaron a incursionar, incluso, en el cine, en varias oportunidades como invitados y en una de ellas como protagonistas, en la película Este loco verano, donde además interpretaban las canciones de su repertorio y Locos por la música. Es así como se dan a conocer en la década de los 70 y 80 en sus múltiples giras por Sudamérica, principalmente Argentina, Chile, Perú, Venezuela, Ecuador y por España también con su repertorio y gran alegría en sus canciones a principios de los 80 el cáncer de Eduardo avanza pero eso no deja que siga adelante en sus proyectos musicales y de grupo Los Iracundos en su cúspide de fama mundial ya para 1987 seguían adelante a pesar de todo , sin embargo Eduardo con sus últimas energías realiza su última gira por Perú, Argentina, Chile para culminar en Paysandú Uruguay en 1988 en la fiesta Local de su ciudad natal a modo de despedida, con sus fans vitoreando sus canciones con lágrimas en sus ojos por Eduardo, y con los Iracundos en la memoria de Sudamérica.
El 1 de febrero de 1989, Eduardo Franco falleció con 43 años en su natal Paysandú, luego se sobrellevar por varios años linfoma de Hodgkin, una variedad de cáncer que afecta a los ganglios linfáticos. Fue llevado al crematorio y sus cenizas fueron llevadas al mausoleo de esa ciudad.

## Discografía
Aquí se encuentra la discografía que grabó con la primera agrupación:
- 1963: Stop
- 1965: Sin palabras
- 1965: Con palabras
- 1966: Primeros en América
- 1966: El Sonido de Los Iracundos
- 1967: Los Iracundos en Roma
- 1968: La juventud
- 1967: En Estereofonía
- 1968: Felicidad, Felicidad
- 1968: Puerto Montt
- 1969: La lluvia terminó
- 1969: La Música de Los Iracundos
- 1969: Los Iracundos
- 1970: Impactos
- 1971: Instrumental
- 1971: Agua con amor
- 1973: Te lo pido de rodillas
- 1974: Tango joven
- 1974: Y te has quedado sola
- 1975: Cada noche mía
- 1976: Cómo pretendes que te quiera
- 1977: Gol! de Los Iracundos
- 1978: Pasión y vida
- 1979: Amor y fe
- 1980: Incomparables
- 1981: Fue tormenta de verano
- 1982: 40 grados
- 1983: Apróntate a vivir
- 1984: Tú con Él
- 1986: Iracundos '86
- 1986: 20 Grandes 20
- 1987: La historia de Los Iracundos

## Eduardo Franco y sus Iracundos de siempre
- 1987: Dime quién... te ha enseñado